# Hugues Jean Berthier
Pour les articles homonymes, voir Berthier.
Hugues Jean Berthier (né le 30 avril 1869 à Toulon où il est mort le 16 juin 1958) est un haut fonctionnaire français, administrateur colonial, gouverneur général de Madagascar du 30 janvier 1929 au 1er mai 1930.